# Mod (sous-culture)
Pour les articles homonymes, voir Mod.
 (avril 2017).
Si vous disposez d'ouvrages ou d'articles de référence ou si vous connaissez des sites web de qualité traitant du thème abordé ici, merci de compléter l'article en donnant les références utiles à sa vérifiabilité et en les liant à la section « Notes et références ».

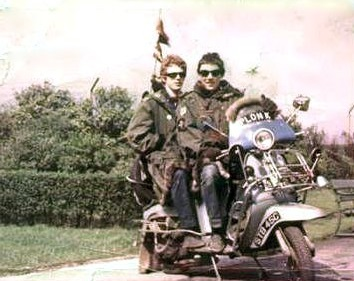
Deux mods sur un scooter personnalisé.

Mod (apocope de modernist) est une sous-culture née à Londres à la fin des années 1950, et qui connut son apogée au Royaume-Uni au milieu de la décennie suivante,,.

## Naissance

Cocarde de la RAF, un des symboles des mods.

Au Royaume-Uni, à la fin des années 1950, apparaissent les premiers mods (abréviation de modernists pour qualifier à l’origine les amateurs de modern jazz, par opposition aux trads). Les mods, qui sont généralement de jeunes actifs urbains disposant d'un certain pouvoir d'achat, se caractérisent dès leur genèse par un mode de vie festif et hédoniste, le souci de leur apparence vestimentaire et leur goût pour la musique et la danse. Les mods se déplacent notamment sur des Vespa GS 160, Lambretta TV et SX 200 fortement accessoirisés (recouverts de phares, de rétroviseurs appelés stadiums et de diverses pièces chromées).
L'usage de drogues à finalité récréative est fréquent, amphétamines surtout. Sans être omniprésente, la violence n’est pas rare. Elle sert à affirmer des logiques de territorialité, la suprématie d’un groupe ou la défense contre des ennemis potentiels, en particulier les rockers. Les confrontations directes entre groupes de mods existent aussi, mais les conflits, conjointement à une volonté d’atteindre l’excellence, se règlent symboliquement sur la piste de danse ou par l'exhibition de tenues vestimentaires qui en imposent. L’objectif est d’être identifié par ses pairs comme un face, meneur charismatique reconnu pour son excellence qui, de par ses propositions vestimentaires, musicales, etc. lance des modes et influe donc directement sur les aspects visibles de la scène.
Les mods se retrouvent le soir en semaine et chaque week-end dans des rallyes de scooters ou dans des fêtes organisées dans des clubs ou des pubs. Brighton figure en bonne place parmi les destinations favorites et fut le théâtre de nombreuses rixes avec les rockers, immortalisées dans le film Quadrophenia.

## Culture

### Apparence

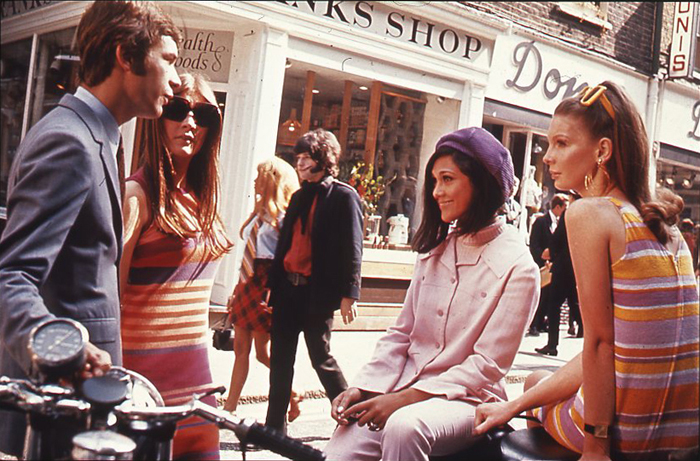
Carnaby Street en 1966 : Swinging London.

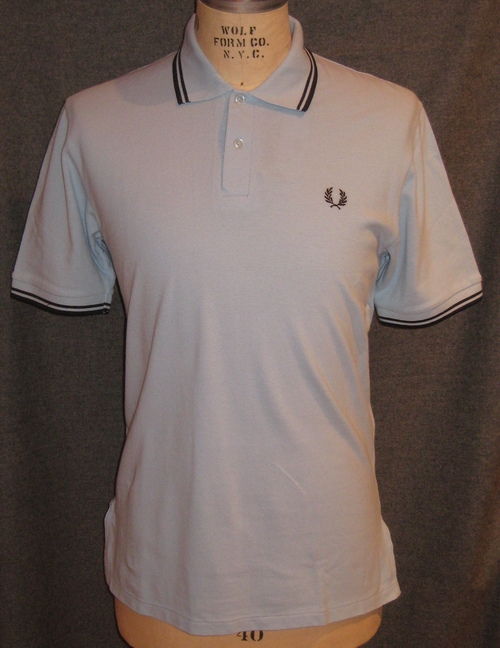
Polo Fred Perry.

Les mods apportent une attention particulière à leur coupe de cheveux. La célèbre French line, coupe aux cheveux « courts - mi longs » avec une raie très marquée sur le côté, est suivie plus tard par le back comb, et les cheveux longs, puis très courts voire quasiment rasés. Les mods sont le plus souvent vêtus de chemises (Ben Sherman au col boutonné, ou sur mesure), de polos (Fred Perry notamment), de costumes (Bespoke) deux pièces, avec des vestes à trois boutons, des revers fins, et une double fente postérieure, des pantalons à coupe « cigarette », si possible taillés sur mesure, hipsters (taille basse) ou flat fronted, cavalier cut ou straight bottom ou encore Levi's 501 mais aussi sta-prest (en) (qui pouvaient être enfilés – la première fois – par leur propriétaire dans leur bain afin d’être portés près du corps).
Leurs chaussures sont, dans l'idéal, des importations de créateurs italiens, mais plus fréquemment des modèles britanniques de grande série tels que les Desert Boots (Clarks), Bowling Shoes, Hush Puppies, Brogues, Loafers, Dr. Martens, etc. ; Parkas US M 51 Fishtail (ou M 65) de l’armée américaine, à queue de pie, portés lors des déplacements à scooter (et exclusivement pour les plus hype d’entre eux), protégeant ainsi leur costume des intempéries.
On peut remarquer que le style est un signe distinctif qui se compose de vêtements précis issus de plusieurs cultures : américaine avec le jazz et la soul, française avec les films de la Nouvelle Vague, italienne pour les créateurs et la fameuse dolce vita mais aussi anglaise avec une attirance toute particulière pour l’esthétique de l’Angleterre victorienne (les cols à jabot des Kinks notamment). Les vêtements sont la parfaite illustration de l’éclectisme mod qui vise à créer une symbiose de goûts divers qui se retrouvent dans la musique (ska, soul, freakbeat, northern soul, british beat), et une très nette influence européenne s’agissant des vêtements et du mode de vie. Le look est primordial et fort en signification puisqu’il illustre magistralement cette culture qui influencera fortement la mode masculine des années 1960.

### Danse
Plus qu'une activité purement récréative, la danse est un des piliers fondateurs de ce mouvement. Les mods la pratiquent fréquemment, ils sont souvent d’excellents danseurs et inventent régulièrement de nouveaux pas ou reprennent et adaptent des chorégraphies des chanteurs ou danseurs noirs américains de soul. La danse reste d'expression libre chez les mods, elle est parfois le fruit de rivalités et de concurrence acharnées. Elle est souvent pratiquée en solo aussi bien pour les garçons que pour les filles. Plusieurs émissions télévisées telles que Ready Steady Go! (chaque vendredi soir sur la BBC) ou des « clips » de groupes tels que les Who (vidéo de I Can't Explain par exemple) proposent aux meilleurs d’entre eux de présenter ces nouveaux pas de danse, et mettent en scène leurs chorégraphies effrénées, voire fougueuses, expression de l’énergie du mouvement et plus généralement du buzz du milieu des années 1960.
Si on[Qui ?] parle de danse, il est alors important de souligner l’importance des clubs, salles de concerts et ballrooms où se réunissaient, et se réunissent toujours, les mods à Londres comme partout ailleurs. Les clubs les plus connus à Londres sont évidemment le Scene, le Flamingo (deux clubs qui furent l’essence de la culture mod d'avant 1965) ou le Marquee Club (connu pour ses concerts notamment des Small Faces mais aussi de groupes hors de ce mouvement tels que les Rolling Stones).
D’autres clubs et surtout ceux situés au nord de l’Angleterre sont à distinguer, tel le Twisted Wheel Club à Manchester (par ailleurs, ces clubs sont aussi connus pour avoir donné naissance à un style musical à la fin des années 1960 : la northern soul). En France, il est impossible d’affirmer que des clubs ou discothèques aient organisé des soirées exclusivement mods dans les années 1960.

### Musique

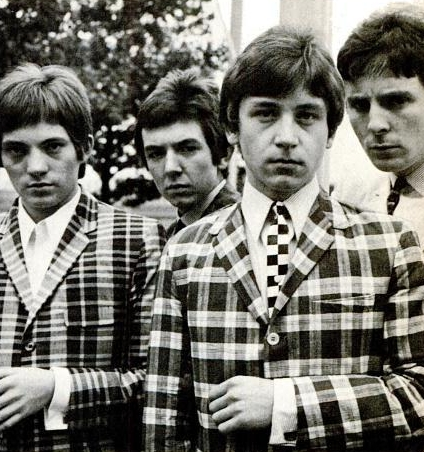
Small Faces en 1965.

Outre une passion dévorante pour le style vestimentaire si particulier et recherché (inspiré, entre autres, par la mode européenne contemporaine - notamment France et Italie), les mods trouvent leur quintessence dans leurs goûts musicaux prononcés mais très éclectiques. Collectionneurs avides de vinyles de blues, de soul et de RnB, qu'ils distillent dans des clubs ou des ballrooms, ils ne négligent pas pour autant la musique live.
Leurs groupes cultes sont notamment The Who, The Small Faces, The Kinks, The Creation, The Action, The Artwoods, Hipster Image, Georgie Fame and the Blue Flames, The Birds, The Eyes et Les Fleur de Lys Ils aiment la southern soul et la northern soul, en référence aux labels Tamla Motown et Stax, le jazz, le RnB, le British beat et la musique jamaïcaine (jazz jamaïcain, ska, reggae, rocksteady). De nombreux mods attachaient une importance prépondérante à la musique noire et écoutaient, à l'aube de ce mouvement, relativement peu d’artistes blancs. De même, certains groupes mods ou apparentés reprenaient quasiment exclusivement le répertoire d’artistes afro-américains.

### Évolution
Dès 1966, le mouvement perd de son ampleur surtout dans le sud de l’Angleterre, et les jeunes Britanniques rejoignent en masse le psychédélisme et deviennent des hippies fortement influencés par les acides, le Flower Power et le Summer of Love qui sonnent le glas du modernisme comme mouvement de masse.
Les mods n'ont que très peu d’impact en France, contrée qui passe directement de la copie de rock américain années 1950 et du yéyé au rock progressif, passant quasiment complètement à côté du RnB britannique, de la blue-eyed soul et de leur richesse musicale. Seules quelques petites bandes ou groupes de mods firent leur apparition en France entre 1965 et 1967, à Paris (Les Mods avec Alain Chamfort) et en banlieue, ainsi que sur la côte d'Azur.
La « contre-réaction » au mouvement hippie se concrétise par une radicalisation des (hard) mods qui, au contact (musical et vestimentaire, entre autres) des rude boys jamaïcains, évolueront pour devenir des skinheads, plus orientés vers la musique jamaïcaine et la soul, toujours très liés au scooterisme et qui adoptent un style vestimentaire très recherché même s’il est moins varié dans son étendue.
Si vers 1967-1968, les mods tendent à s’estomper comme mouvement de masse anglais pour quasiment disparaître, ils continuent à être présents dans le nord de l’Angleterre avec des micro-scènes locales, faibles en nombre mais très dévouées. Le mouvement se recentre dans le courant des années 1970 sur la northern soul (notamment avec la célèbre discothèque mod le Twisted Wheel de Manchester qui deviendra un des phares de scène northern soul) et le scooterisme avec la création de scooter clubs.

## Mod revival
En 1978 et 1979, le mouvement moderniste connaît un revival qui se répand dans toute l’Angleterre et dans une moindre mesure aux États-Unis et en Europe. Le contexte est notamment le film culte Quadrophenia et une scène musicale qui explose avec des groupes tels que The Jam, Secret Affair, Merton Parkas, Lambrettas, Small Hours, The Directions ou The Killermeters, la sortie des scooters Vespa PX125 et 200E qui cohabiteront avec des 50 Special suraccessoirisés et l’importation de Lambretta fabriquées en Inde pour le GP 200 (API, et SIL à Lucknow) ou en Espagne à Eibar, pour le Jet 200 Serveta.

## Influence
De l'acid jazz au Britpop, d'Oasis à Blur, la culture mod influence encore particulièrement la culture musicale britannique. En 2006, le groupe gallois Lostprophets sort le single Can't Catch Tomorrow dont le clip se réfère aux mods et à leurs rassemblements.
Il est également remarquable qu'aujourd'hui[Quand ?] plus que jamais ce mouvement exerce une influence importante tant sur le plan musical (re-revival années 1960 - années 1980 rock rapide et musclé aux belles mélodies joué par de très jeunes rockers en costume) que vestimentaire (costume « cigarette » trois boutons, Clarks, parkas américaines « queue de pie », coupe de cheveux « The Byrds pour les plus jeunes) sur la consommation de masse.

## Médias

### Filmographie
- Le Knack... et comment l'avoir (1965).
- On nous appelle les mods (Dom Kallar Oss Mods), documentaire Suédois (1968) de Stefan Jarl et Jan Lindkvist.
- Up the Junction (Les Bas Quartiers) (1966).
- Blow-Up (1966) de Michelangelo Antonioni.
- Ne nous fâchons pas de Georges Lautner (France 1966).
- Fumo di Londra de et avec Alberto Sordi (Italie 1966).
- Bronco Bullfrog (1969).
- Quadrophenia inspiré de l’opéra rock des Who (GB 1979).
- Mods film de Serge Bozon (France 2002).
- The Pebble and the Boy de Chris Green (UK 2021).